# 현금에 손대지 마라
현금에 손대지 마라(Touchez Pas Au Grisbi, Don't Touch The Loot)는 이탈리아에서 제작된 자크 베케르 감독의 1954년 액션, 범죄, 드라마, 스릴러 영화이다. 장 가뱅 등이 주연으로 출연하였고 로버트 돌프먼 등이 제작에 참여하였다.

## 출연

### 주연
- 장 가뱅
- 르네 다리

### 조연
- 리노 벤추라
- 잔느 모로

## 제작진
- 미술: 장 도본